# Religión en Mercia

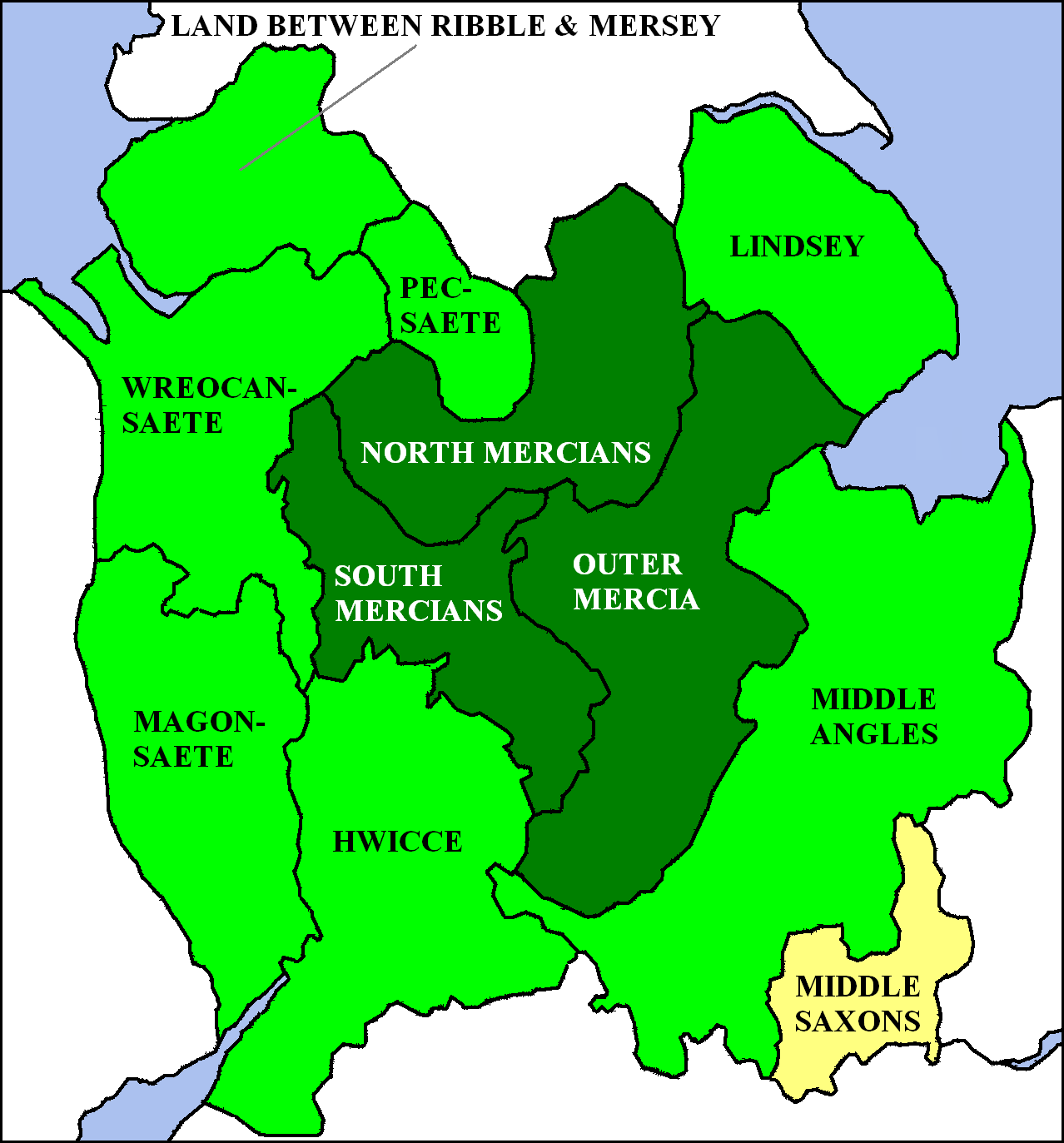
Expansión del Reino de Mercia: verde oscuro del ; verde del siglo séptimo; amarillo del.

A lo largo de su historia el Reino de Mercia fue un campo de batalla entre ideologías religiosas en conflicto.

## Historia temprana
Es probable que la ocupación anglicana de Mercia viera el desplazamiento o la integración de las tribus  británicas posromanas. Existe la posibilidad de que algunas de estas comunidades cristianas británicas sobrevivieran a la ocupación anglosajona: Richard Fletcher menciona a Much Wenlock como posible candidato.
Los primeros reyes de Mercia eran paganos, y resistieron la invasión del cristianismo más tiempo que los de otros reinos en la heptarquía. Nombres de lugares como Wednesfield y Wednesbury quizás sugieren que el culto de Woden era particularmente prominente, y que había un grupo de prácticas paganas tardías cerca de Birmingham: no hay topónimos sobrevivientes relacionados con Thunor, por ejemplo, aunque Tyr puede estar conectado con Tyseley, Tysemere y Tysoe. De manera similar, la palabra inglesa antigua weoh (altar) se encuentra como raíz de varios topónimos misericordiosos, incluyendo Weeford cerca de Lichfield.
Los gobernantes mercios permanecieron resueltamente paganos hasta el reinado de Peada en 656, aunque esto no les impidió unirse a coaliciones con los gobernantes galeses cristianos para resistir a Northumbria. La primera aparición del cristianismo en Mercia, sin embargo, se había producido al menos treinta años antes, tras la batalla de Cirencester de 628, cuando Penda incorporó a su reino los territorios sajones occidentales, en gran parte cristianos, de los Hwiccas.

## La supremacía merciana

### Reinado de Penda
La conversión de Mercia al cristianismo se produjo a finales del siglo VII, y fue llevada a cabo casi en su totalidad por los monjes norteamericanos e irlandeses del rito céltico. Penda permaneció pagana hasta el final, pero en el momento de su derrota y muerte, Mercia estaba en gran parte rodeada por estados cristianos. Como tal, fue excluida de muchas de las redes de diplomacia y alianza que se extendían por Europa Occidental, ya que éstas generalmente implicaban matrimonios dinásticos y negociaciones eclesiásticas. El cristianismo se afianzó en Mercia precisamente a través de estos canales. Parte del precio del apoyo de Oswiu a Peada como sub-rey de los ángulos medios, durante el período del eclipse de Mercian, fue que Peada se casara con la hija de Oswiu, Alchflaed, y aceptara su religión. Diuma, un monje irlandés y uno de los misioneros de Oswiu fue posteriormente ordenado obispo, el primero en operar en Mercia. Peada fundó una abadía en Medeshamstede, en el moderno Peterborough, como muestra de su apoyo a la Iglesia. Bede nos dice que Penda respetaba a los cristianos e incluso les permitía operar más ampliamente en Mercia. Sin embargo, parece que no se avanzó mucho en la conversión de los nobles y el pueblo de Mercia.

### Misión del Chad
Después de un comienzo no concluyente, los pasos decisivos para cristianizar a Mercia fueron dados por  Chad, latinizado por Bede como Ceadda, el quinto obispo en ministrar a los mercianos. Era una figura controvertida, que había sido destituido de sus funciones entre los Northumbrianos por el arzobispo Teodoro de Tarso. Encontrando su reino sin un obispo en 669, el rey Wulfhere pidió a Teodoro que enviara uno,  y Teodoro despachó al Chad. Wulfhere le dio tierras para construir un monasterio en Lichfield, que está a unos 11 km al noroeste de Tamworth. Estos primeros obispos eran conocidos como obispos de los Middle Angles y/o los Mercianos y, en el caso del Chad, también del pueblo Lindsey: los obispados seguían siendo étnicos más que territoriales, según la tradición celta. El Chad evangelizó incansablemente a Mercia, y Bede le atribuye la conversión del reino, a pesar de la brevedad de su episcopado, menos de tres años.
Los hijos de Penda no solo apoyaron a los misioneros cristianos sino que invirtieron fuertemente en la Iglesia. Wulfhere dotó enormemente al monasterio familiar de Medeshamstede. Además de la donación de tierras en Lichfield, también dio a Chad tierras para un monasterio en Barwae-probablemente el moderno Barrow upon Humber. Merewalh, virrey de los Magonsaete, al oeste, en el moderno Shropshire y Herefordshire, y aparentemente un hermano o medio hermano de Wulfhere, fue padre de una dinastía de abadesas, dotando una abadía en Leominster y probablemente también la de Much Wenlock, que dirigía su hija Milburga. Como en otros reinos anglosajones, los numerosos pequeños monasterios permitieron a los líderes políticos/militares y eclesiásticos consolidar su unidad a través de lazos de parentesco.

### División de Mercia en diócesis

Mapa que muestra las diócesis del sur de Inglaterra durante el reinado de Offa, cuando por un corto período hubo un arzobispado de Lichfield

Sin embargo, Mercia no sobrevivió mucho tiempo como entidad eclesiástica. Se esperaba que el sucesor del Chad, Winfrith, se ajustara más a las normas romanas, pero pronto se enfrentó al arzobispo Teodoro. Involucrado en problemas similares con Wilfredo de York, a partir del año 676 Theodoro adoptó la política de nombrar obispos a grupos tribales mucho más pequeños dentro de los reinos, abarcando así áreas más pequeñas -más cercanas en tamaño a las que se encuentran en Francia y otros países de Europa occidental. Por lo tanto, los obispados tenían su sede en Worcester para los Hwiccas, en Hereford para los Magonsæte, en  Lincoln para los Lindsey, estos últimos adscritos a York en lugar de Canterbury, y en Leicester, tal vez para los ángulos medios. Esto dejó a la diócesis restante aún con base en Lichfield y aún muy grande, pero mucho más manejable. Por un corto tiempo, Offa logró restaurar la unidad eclesiástica de Mercia, mientras añadía Anglia Oriental a ella. Bajo su influencia, el Sínodo de Chelsea en 787 estableció un Arzobispado de Lichfield, encabezado por Hygeberht, el obispo existente. Este arreglo no sobrevivió mucho tiempo al propio Offa, y las diversas diócesis fueron devueltas a sus provincias originales en 803.

## El Danelaw
En 867, bajo Ivar el Deshuesado, los daneses capturaron Nottingham. A pesar de los intentos del rey Etelredo I y su hermano, Alfredo el Grande, los daneses permanecieron, estableciendo Nottingham como uno de los cinco burgos de Danelaw. Marchando desde Lindsey a Repton en 874, Ivar expulsó a  Burgred de su reino, trayendo consigo el paganismo nórdico. El norte de Mercia permaneció bajo influencia pagana hasta que el sucesor de Ivar,  Guthrum, se convirtió al cristianismo en el Tratado de Wedmore en 878.